# 赤木城
赤木城（日语：／ Akagi-jō *）是一座位於日本三重縣熊野市的城。續日本100名城之一。國之史跡。
該城具有織豐系城郭的典型構造，如石垣、礎石建物和虎口等。但出土的遺物極少，且沒有發現瓦片。根據這些發現，可以推斷赤木城不是以政務為目的，而是以具備軍事機能而建。推測是為了天正時期的一揆勢建造。

## 歷史
天正13年（1585年），赤木地區在羽柴氏的紀州征伐下，成為羽柴秀長的支配地。翌年秀長打算在熊野・北山地方實施檢地時，反對檢地的一揆發起了暴動（天正時期的北山一揆）。隨後一揆勢對寺谷城進行籠城，位在新宮的堀內氏善與羽柴秀吉的代官吉川平助以神山城為據點前去鎮壓。三年後，藤堂高虎接替平助，擔任北平代官並前去討伐一揆。高虎在平定一揆勢後，便開始建築赤木城。
慶長19年（1614年），管轄新宮一地的淺野忠吉出陣於大阪冬之陣的期間，一揆再次興起（慶長時期的北山一揆），最後由紀州藩藩主淺野長晟平定，其中長晟曾利用赤木城作為討伐的據點。翌年，幕府發布一國一城令，赤木城遭廢城。
平成1年（1989年），與田平子峠刑場跡合為「赤木城跡及び田平子峠刑場跡」，被列為國之史跡。同29年（2017年），被選為續日本100名城（155號）。

## 構造

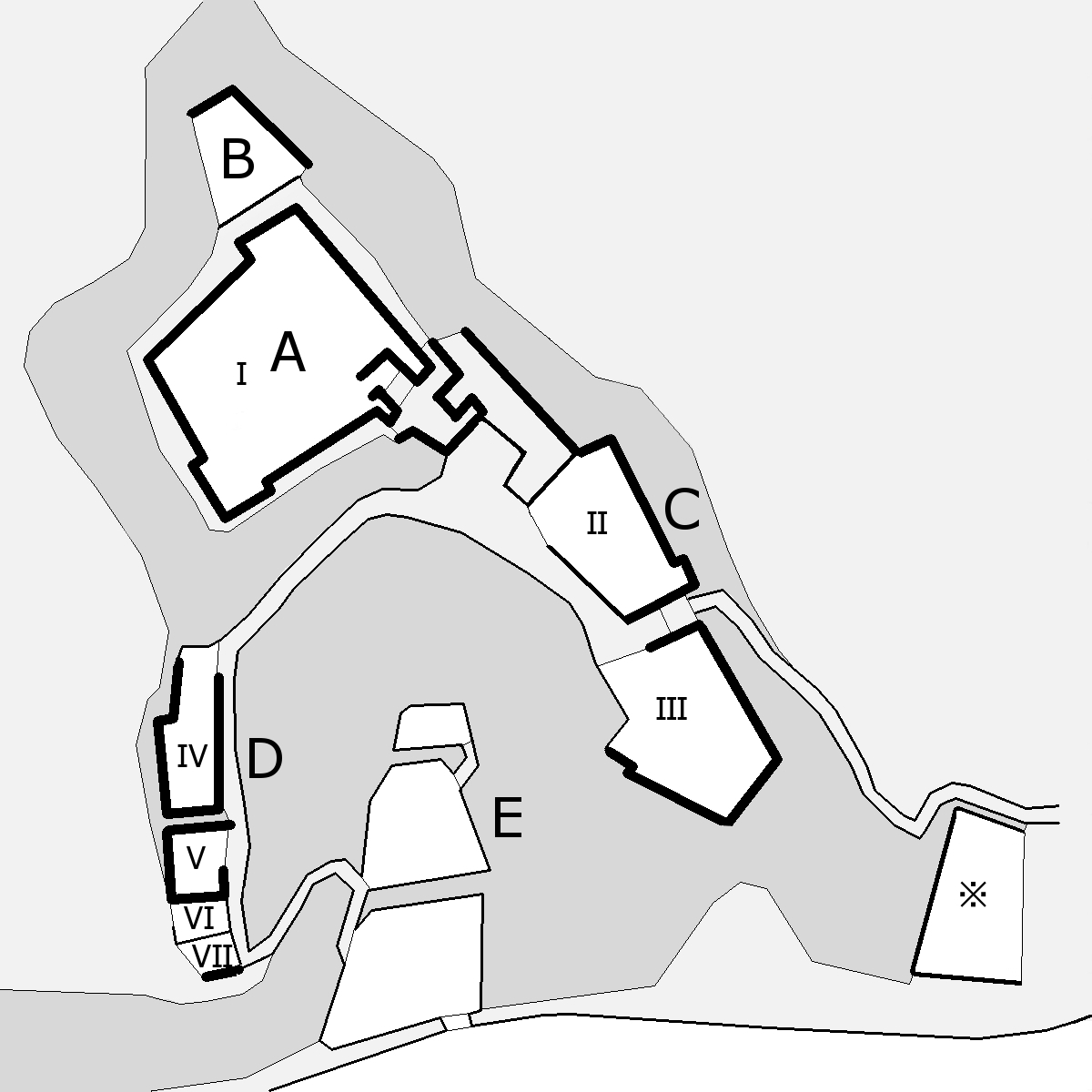
A. 主郭 B. 北郭 C. 東郭 D. 西郭 E. 南郭
※鍛冶屋敷跡（疑似）

赤木城位在30至40公尺高的丘陵上，標高230公尺。該城是以南北130公尺長的山脊為中心，規劃主郭、北郭、東郭、西郭、南郭等曲輪。現存3公尺高以野面積方式而成的石垣。

### 主郭
面積約800平方公尺的方形結構。四隅是以算木積的方式建造。東北隅和西南隅設置「横矢掛り」，有設置櫓的可能。另外，發現有播磨區域生產的焙烙。

### 北郭
北側和東側有建築石垣，西側則沒有。在山脊的末端設置堀切以防禦從北側來的敵軍。

### 東郭
該郭南北長25公尺，東西寬8公尺。主要分兩個曲輪，兩個曲輪間有一門跡，現今仍殘留兩個門的礎石。推測當時門是寬2.5公尺，長1.8公尺的四腳門。因為該郭是迎擊敵人的最前線，所以石垣高度設計約3公尺。雖未在該郭進行發掘調查，但發現有礎石的存在，研判有建築物的可能。

### 西郭
該郭南北長21公尺，東西寬7公尺，分為四個曲輪。該郭的石垣與其他郭相比較不陡峭，且從山麓看的話，可看到石垣使用較大的石材建造。調查發現該曲輪有礎石建物和疑似儲藏食物或水的遺構外，還出土天目茶碗、磨刀石和釘子等物品。

### 南郭
面積約375平方公尺。與其他郭相比，除了地勢較低外，該郭是生活場所，其餘的郭都是防禦用場所。經挖掘發現該郭有爐灶遺跡、磨缽和貝殼等。在南郭下方有一付曲輪，在該曲輪的西側有谷地，以作為天然形成的空堀。

### 鍛冶屋敷跡
該區域內發現燒土、殘留根石的掘立柱建物痕跡外，還有與築城年代相符的陶器片，由這些調查推測該區是與鍛冶相關的設施。

## 註解
1. ↑  將石垣設計成凸出狀，敵軍攻城時可從敵軍的側面攻擊。
2. ↑  土製的鍋。

## 外部連結
- 赤木城跡（赤木城公園）和田平子峠刑場跡 （页面存档备份，存于） - 觀光三重
- 赤木城跡 （页面存档备份，存于） - 東紀州観光手帖